# 結節性紅斑

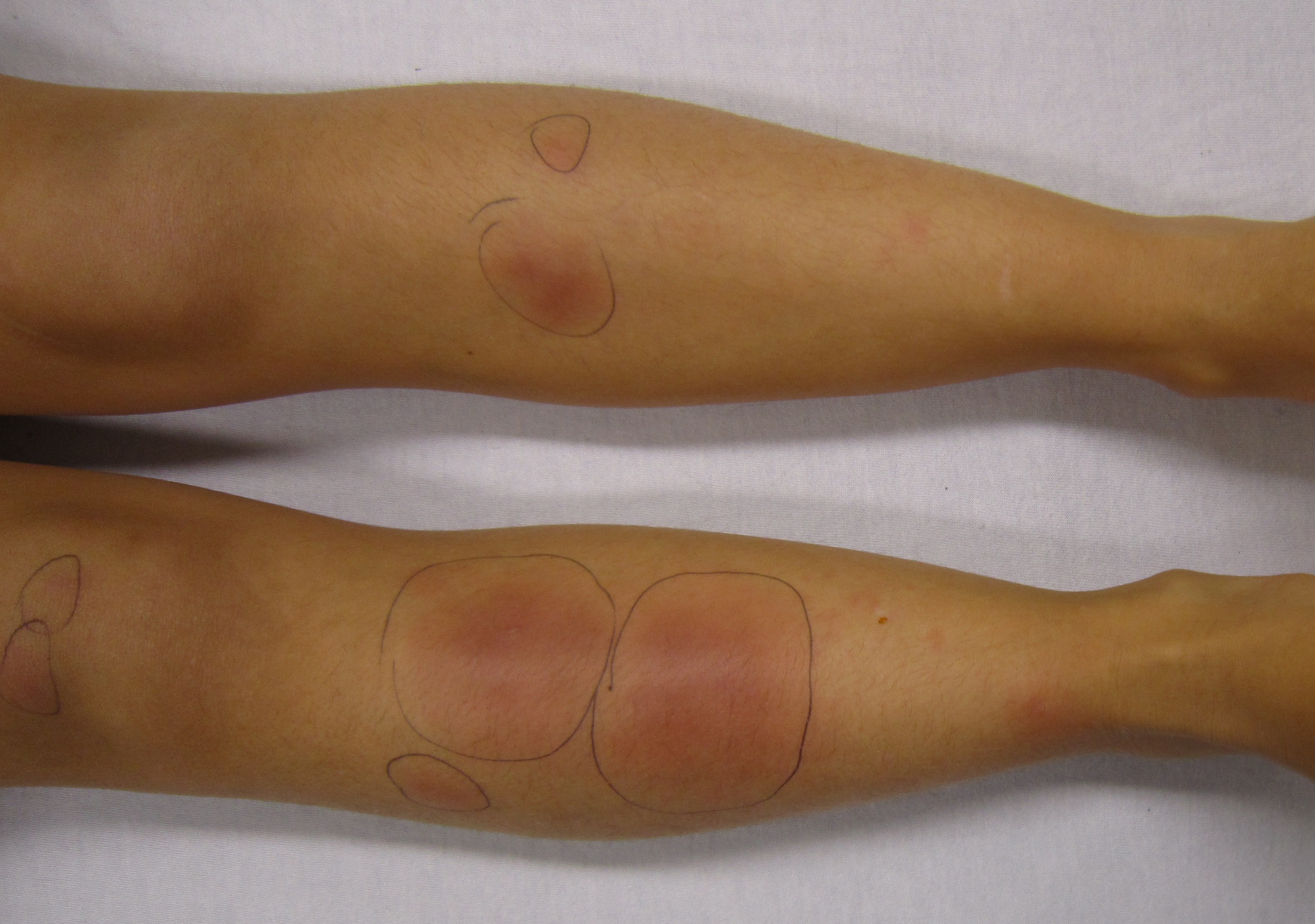
脚に出現した紅斑の例

結節性紅斑(けっせつせいこうはん、英: erythema nodosum:EN)とは皮下の脂肪細胞の炎症（脂肪織炎）。結節性紅斑は圧痛結節を引き起こし、一般に脛部に認められる。種々な病因に基づく急性炎症性の皮膚症状症候群（免疫反応）である。

## 原因
原因は不明で細菌、ウイルス、真菌などの感染アレルギーが主な原因と考えられている。このほか、薬剤によるもの、内臓の悪性腫瘍や、ベーチェット病、結核、サルコイドーシス、クローン病などの合併症によるものがある。
細菌感染では溶血性連鎖球菌、梅毒、サルモネラ菌、エルシニア菌、ブルセラ菌によるものが多い。

## 症状
若年から更年期に下腿前面に好発する。圧痛、時に何もしなくても痛みを伴う直径1〜5mmの硬いしこりのある紅斑が多発し、重症の場合は太腿や腕にまで広がることがある。しばしば発熱、全身の倦怠感(けんたいかん)、関節痛などの全身症状を伴う。通常、2〜4週で消失するが、反復することがある。

## 検査
- 細菌検査
  - ASO、RPR、咽頭培養、喀痰培養
- 結核関連検査
  - 胸部X線検査、ツベルクリン反応
- ウイルス関連検査
  - HBs抗原、HCV抗体
- 膠原病関連検査
  - リウマチ因子、抗核抗体、血清ACE

## 治療法
安静にしていることが最も重要。薬物療法としては非ステロイド性消炎鎮痛薬やヨードカリの内服が一般的だが、重症例では副腎皮質ステロイド薬の内服も行われる。基礎疾患がある場合はその治療が重要である。